# 香南市野市総合体育館
香南市野市総合体育館 （こうなんしのいちそうごうたいいくかん）は、高知県香南市野市町にある体育館である。

## 概要
- 2002年に開催されたよさこい高知国体の新体操サブ会場として整備。天井と内壁には、地元産のひのきや杉が使用。
- その後は、高知県下剣道選手権大会など地域の各種スポーツ大会が開催されている。

## 施設
- 構造
- 設備
  - 体育館1,130.22m2、アリーナ2面、バレーボール2面、バドミントン6面、バスケットボール2面

## 主な大会・イベント
- 2008年 :第46回四国中学校総合体育大会（新体操）
- 2010年 :第11回アンパンマンカップ

## 基礎データ

### 所在地等
- 〒781-5233　高知県香南市野市町大谷736
- 駐車場　乗用80台・大型バス3台

### 利用期間
- 9:00 - 22:00
- 休館日：年末年始（12月29日〜1月3日）

## 交通
- 土佐くろしお鉄道ごめん・なはり線「のいち駅」下車徒歩約15分。